# Boninite

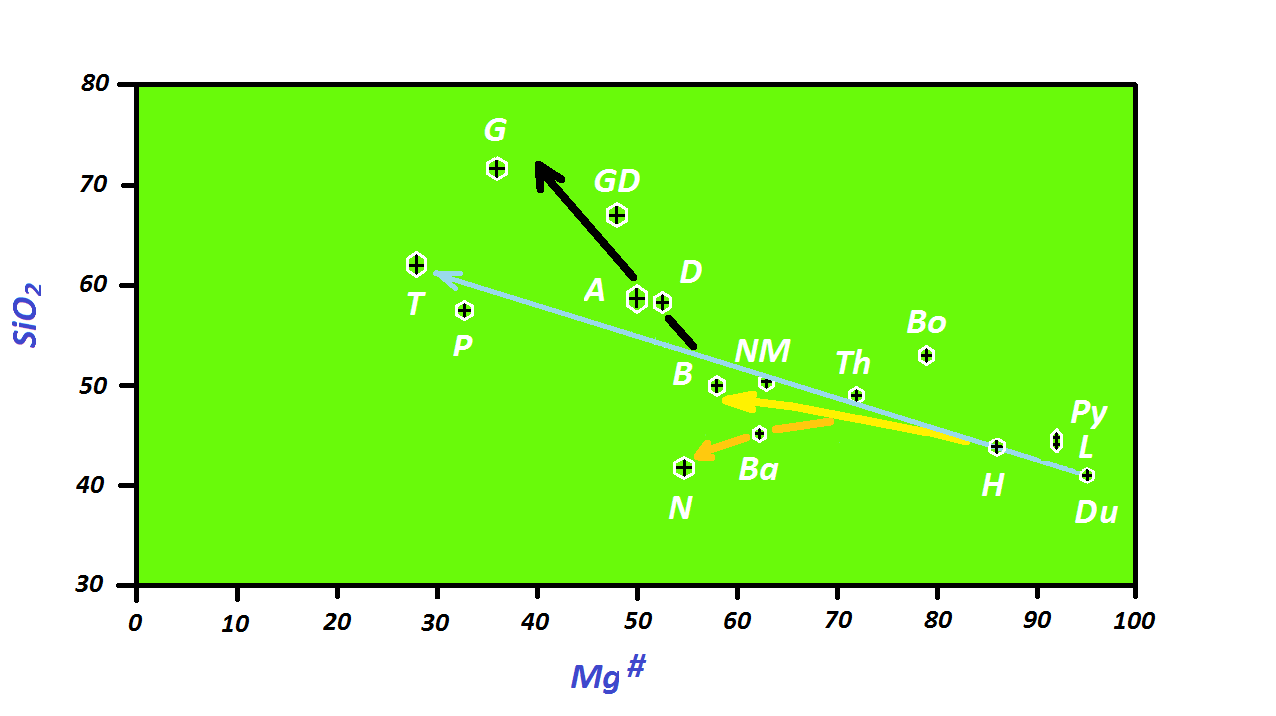
Position de la boninite sur un graphique Mg par rapport à la teneur en SiO2 des types de roches moyennes. Les abréviations sont les suivantes : A : andésite - B : basalte - Ba : basanite - Bo : boninite - D : diorite - Du : dunite - G : granite - GD : granodiorite - H : harzburgite - L : lherzolite - N : néphélinite- NM : N-MORB - P : phonolite - Py : pyrolite - T : trachyte - Th : arc tholéiite

La boninite est une roche mafique extrusive riche en magnésium et en silice. Son nom provient de l'arc volcanique de l'archipel d'Ogasawara, anciennement appelé les îles Bonin, où on en trouve un gisement. 
La boninite est d'abord observée dans des volcans éteints très anciens, vieux d'au moins un million d'années. Puis, en 2009, une équipe de scientifiques observe une éruption du volcan sous-marin Mata Ouest, dans les Tonga, et se rend compte que le volcan produit de la lave contenant de la boninite, apportant ainsi la preuve que la roche se trouve toujours dans les laves des volcans actifs à l'époque contemporaine.